# 森坊増隆
森坊 増隆（もりのぼう ぞうりゅう、生没年不詳）は、戦国時代の僧侶。京都聖護院の坊官。
天文18年（1549年）古河公方足利晴氏の左兵衛督昇進時の書状で名が見える。その後も特に小田原の北条氏と交流、また幕府の使者として下向している。弘治3年（1557年）長尾景虎（上杉謙信）と武田信玄の争いの調停のために甲斐へ、永禄10年（1567年）北条・上杉・武田の和睦のために小田原へ、それぞれ御内書を持って下向した。